# Quinto Junio Bleso
Quinto Junio Bleso (en latín, Quintus Iunius Blaesus; m. 31) fue un homo novus que accedió al Senado durante el imperio de Augusto, aunque su carrera conocida transcurrió bajo el imperio de Tiberio. Era tío materno de Sejano, el todopoderoso prefecto del pretorio de Tiberio.

## Cursus honorum
El primer cargo conocido del cursus honorum Junio Bleso es el de consul suffectus en 10 junto con Servio Cornelio Léntulo Maluginense. Su siguiente puesto fue el de comandante de las tropas romanas de Panonia (legatus Augusti pro praetore provinciae Pannoniae) cuyo núcleo principal lo formaban la Legio VIII Augusta y la Legio IX Hispana. Seguía desempeñando este cargo a la muerte de Augusto en 14, cuando estalló un motín entre estos soldados por las duras condiciones de servicio que llevaban sufriendo desde la terrible revuelta iliria de 6 a 9. Las tropas exigieron del nuevo emperador Tiberio mejores condiciones de servicio y el licenciamiento de los veteranos. Bleso, para intentar desanimar a sus soldados, amagó con suicidarse. Según Dión Casio, los legionarios se apoderaron de los esclavos de Bleso y los torturaron para, después, intentar asesinar al propio legado, quien consiguió restablecer temporalmente su autoridad con la promesa de remitir emisarios al Senado para exponer las demandas de sus hombres. La respuesta de Tiberio fue enviar a su hijo Druso, junto con Sejano y dos cohortes pretorianas, que sofocó la rebelión gracias a un eclipse lunar que aterrorizó a los supersticiosos legionarios.
Este fracaso supuso para Bleso el ser relegado de nuevos honores hasta que su sobrino Sejano consiguió que Tiberio lo nombrase procónsul de la provincia de África Proconsular para combatir la rebelión de los musulamios liderados por Tacfarinas. Para ello recibió como refuerzos la Legio III Augusta, humillantemente derrotada por los rebeldes, la Legio IX Hispana, procedente de Panonia, y la Cohors XV Voluntariorum civium Romanorum desde Germania. Bleso obtuvo una importante victoria sobre Tacfarinas y fue aclamado imperator por sus soldados, de manera que Tiberio le concedió el triunfo Esta fue la última vez que este honor recayó en alguien ajeno a la familia imperial.
La suerte de Bleso terminó cuando su sobrino Sejano cayó en desgracia en 31 y fue ejecutado por orden de Tiberio. Varios senadores acusaron a Bleso, quien fue arrestado acusado de complicidad con Sejano y, en espera de juicio, se suicidó en la cárcel.

## Descendencia
Se ignora con quién y cuándo contrajo matrimonio Junio Bleso, pero sí se sabe que fue padre de Quinto Junio Bleso, consul suffectus en 28, y de Junio Bleso. Ambos se suicidaron en 36, cuando Tiberio otorgó a otros unos cargos sacerdotales que les habían sido asignados en vida de su padre y de Sejano.
Su último descendiente fue su nieto Junio Bleso, hijo del cónsul del año 28, asesinado en 69 por orden del emperador Vitelio.